# Gouvernement d'Haïti
Le gouvernement d'Haïti est l’organe exécutif de la République d'Haïti. 
Le Cabinet ministériel, l'organe décisionnel collectif de l'ensemble du gouvernement releve du Bureau du Premier ministre, composé du Premier ministre et de plusieurs ministres.

## Composition
| Ministère                                                                      | Réf.   |
| ------------------------------------------------------------------------------ | ------ |
| Ministre du Commerce et de l'Industrie                                         | [ 2 ]  |
| Ministre de la Santé Publique et de la Population                              | [ 3 ]  |
| Ministre du Tourisme                                                           |        |
| Ministre de la Culture et de la Communication                                  | [ 4 ]  |
| Ministre de l’Environnement                                                    | [ 5 ]  |
| Ministre de la Défense                                                         | [ 6 ]  |
| Ministre de la Planification et de la Coopération Externe                      | [ 7 ]  |
| Ministre de la Justice et de la Sécurité Publique                              | [ 8 ]  |
| Ministre des Affaires Étrangères et des Cultes                                 | [ 9 ]  |
| Ministre de l’Intérieur et des Collectivités Territoriales                     | [ 10 ] |
| Ministre de la Jeunesse, des Sports et de l’Action Civique                     | [ 11 ] |
| Ministre de l’Éducation Nationale et de la Formation Professionnelle           | [ 12 ] |
| Ministre des Affaires Sociales et du Travail                                   |        |
| Ministre de l’Économie et des Finances                                         | [ 13 ] |
| Ministre des Haïtiens Vivant à l’Étranger                                      |        |
| Ministre à la Condition Féminine et aux Droits des Femmes                      |        |
| Ministre des Travaux Publics, Transports et Communications                     | [ 14 ] |
| Ministre de l'Agriculture, des Ressources Naturelles et du Développement Rural | [ 15 ] |
| Secrétaire d’État à la Population et au Développement Humain                   | [ 16 ] |
| Secrétaire d’État à l'Intégraton des Personnes Handicapées                     |        |
| Secrétaire d’État à l’Alphabétisation                                          | [ 17 ] |